# 高雄市公車紅10路
高雄市公車紅10路（原五甲幹線），由東南客運營運。
- 高雄市公車紅10，起點為前鎮高中，終點為鳳山車站。[2]

## 歷史
- 2009年11月21日正式營運，由高雄客運營運，原高雄縣捷運接駁公車（J寶公車）紅66路。[3][4]
- 2011年1月1日，因縣市合併，本路線納入高雄市公車。[5]
- 2011年11月30日延駛至過埤社區。[6]
- 2012年7月1日編號更改為「紅10」，由東南客運接駛營運。
- 2013年12月30日配合「棋盤幹線公車先導計畫」更改為「五甲幹線」，取消過埤社區延駛路段，並加密班次。[7]
- 2018年10月14日配合高雄市區鐵路地下化計畫鳳山車站改建完工，紅10B延駛台鐵鳳山站[8]。
- 2019年9月1日取消原「五甲幹線」名稱。
- 2019年12月1日合併A,B路線
- 2020年10月19日起，不再進入臺鐵鳳山站，並增設大東路（鳳山龍山寺）站

## 停站
參見右側路線圖